# Teatro di tradizione Alfonso Rendano
Il Teatro Comunale di Cosenza è ubicato in Piazza XV Marzo, la piazza più ampia del centro storico bruzio, a 267 metri s.l.m., ed è dedicato al pianista e compositore Alfonso Rendano. 
Rappresenta l'unico Teatro di tradizione della regione Calabria.

## Storia

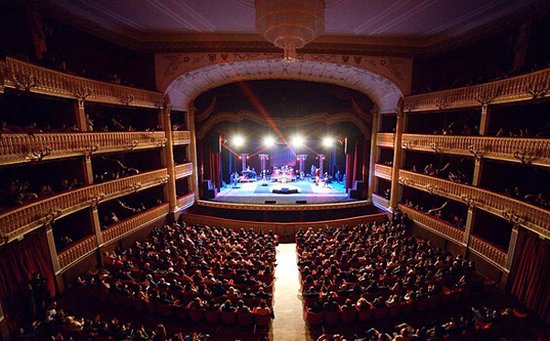
Interno del teatro con vista sul palco

La storia del Teatro Alfonso Rendano affonda le sue radici nel Rinascimento, epoca che vide nascere in città le prime opere teatrali e le prime esperienze musicali, ed è preceduta dalle vicende di tre teatri cosentini dei quali oggi non è quasi rimasta traccia, ma che sono testimonianza del fermento culturale che ha sempre caratterizzato la città di Cosenza sino all’Ottocento. Infatti, con regio decreto dell’8 giugno 1810, Gioacchino Murat dispone che l’amministrazione cittadina realizzi la costruzione di un teatro, ma soltanto nel 1819 re Ferdinando di Borbone ne decretò ufficialmente la costruzione, e nel 1830 sorse il Teatro Real Ferdinando, sul posto di un'antica chiesa del soppresso ordine dei Gesuiti, area oggi occupata dal vecchio liceo “Bernardino Telesio”. Nel 1853 il Teatro Real Ferdinando venne demolito, tranne il pronao templare con quattro colonne doriche e il frontone in stile neoclassico. L’edificio demolito restò per anni un rudere, finché non venne destinato a sede del Liceo Classico. 
Intanto nel 1857 per iniziativa di alcuni privati cittadini amanti dell’arte, di fronte al palazzo della Prefettura venne eretto un teatro in legno, chiamato Baraccone ligneo, utilizzando gli arredi provenienti dallo smantellamento del vecchio Real Ferdinando.
Nel 1877  il Comune decise la costruzione  del Teatro Comunale sull’area occupata dal Baraccone, su progetto dell’ing. Nicola Zumpano, dell’Ufficio tecnico comunale. I lavori procedettero a fatica,  furono sospesi più volte. Finalmente il 20 novembre 1909 con la rappresentazione dell'Aida  di Giuseppe Verdi, eseguita dalla compagnia Corsi-Bruno-Areson-Minolfi, e accompagnata dall’orchestra diretta dal Maestro Perosio, il Teatro Comunale (o Massimo) apre le sue porte alla città tra polemiche e disapprovazioni per il costoso sfarzo della soirée e le eleganti toilettes delle signore e signorine dell’alta borghesia e dell’aristocrazia cittadina. 
Il Teatro Comunale presentava una vasta sala con tre ordini di palchi rivestiti in velluto rosso cremisi, aveva belle decorazioni pittoriche ed in stucco realizzate da Giovanni Diana di Napoli nella sala, da Enrico Salfi nel soffitto che presentava in distinti gruppi di figure l’allegoria delle arti.
Il sipario storico disegnato da Domenico Morelli ed eseguito dal napoletano Paolo Vetri nel 1901, e che si conserva ancora oggi, illustra il festoso arrivo a Cosenza, nel 1433, di Luigi III d’Angiò, duca di Calabria e della sua giovane sposa Margherita di Savoia.
Nel periodo che va dal 1916 al 1920 l’attività teatrale venne notevolmente ridimensionata a causa della dello scoppio della prima guerra mondiale, quando il Massimo fu temporaneamente adibito a caserma militare.
Le attività teatrali ripresero nel 1920 e nel 1935, e fu proprio in quegli anni che il Teatro Comunale venne intitolato al pianista e compositore Alfonso Rendano.
Nel 1943, una bomba destinata al vicino Castello Normanno-Svevo, sede della contraerea, colpì in pieno il teatro distruggendone il soffitto e danneggiando gravemente tutte le suppellettili.
I lavori di ricostruzione iniziarono nel 1953, e furono affidati dal Comune all’architetto partenopeo Ezio Gentile. Il nuovo Teatro fu ricostruito in stile neoclassico, ricalcando quasi fedelmente lo schema originario, impreziosito da stucchi e decorazioni che adornano tutti gli spazi interni. Fu ricavato,  in corrispondenza dell’ultimo piano dell’edificio, un ampio foyer, più tardi intitolato al Maestro e compositore cosentino Maurizio Quintieri. Il 7 gennaio 1967 i cosentini assistettero all’inaugurazione del nuovo Teatro con la rappresentazione dellaTraviata di Verdi, diretta dal Maestro Armando La Rosa Parodi e interpretata da Virginia Zeani, Luciano Saldari, Lino Puglisi. 
Il 16 novembre 1976, con Decreto del Ministro dello Spettacolo Dario Antoniozzi,  il Teatro Comunale “A. Rendano” venne riconosciuto Teatro di Tradizione «per la qualificata attività culturale e artistica svolta» e per il particolare impulso alle locali tradizioni artistiche e musicali.
Ancora oggi il Teatro Rendano è il fulcro delle attività artistiche dell'intera regione.
Tra i cantanti che sono andati in scena sul palco del Rendano nella sua storia ultracentenaria si ricordano: i soprani Raina Kabaivanska, Anna Moffo, Katia Ricciarelli, Gemma Bellincioni, Isabella de Frate, Virginia Zeani, Ayres Borghi-Zerni, Marcella Pobbe, Maria Carla Curia, Giusy Devinu, Olivia Stapp, Clara Petrella, Patrizia Pace; i mezzosoprani: Fiorenza Cossotto, Viorica Cortez, Martha Senn; I tenori: Mario Del Monaco, Tito Schipa, Giacomo Lauri Volpi, Ferruccio Tagliavini, Giovanni Martinelli, Luciano Saldari, Ernesto Palacio, Lando Bartolini, Pietro Ballo, Tullio Verona, Gianfranco Pastine, Vittorio Grigolo,Giorgio Merighi, Giuseppe Giacomini; i baritoni: Titta Ruffo, Tito Gobbi, Benvenuto Franci, Lino Puglisi, Rolando Panerai, Giangiacomo Guelfi, Simone Alaimo, Bruno Praticò.
Tra i direttori d'orchestra figurano: Armando La Rosa Parodi, Massimo de Bernart, Ottavio Ziino, Edoardo Müller, Alberto Zedda, Ermanno Wolf-Ferrari, Francesco Saverio Salfi, Emilio Capizzano, Carlo Franci, Giacomo Zani.
Tra i musicisti che si sono esibiti al Teatro Rendano vi sono: Paco de Lucía, Chet Baker, Michel Petrucciani, Tony Scott, Dizzy Gillespie, Lionel Hampton, Jimmy Witherspoon, Joy Garrison, John McLaughlin, Tom Kirkpatrick e diversi altri
Nel 2002-2003 venne nuovamente restaurato e puo' vantare un'eccezionale varietà artistica.

## Struttura

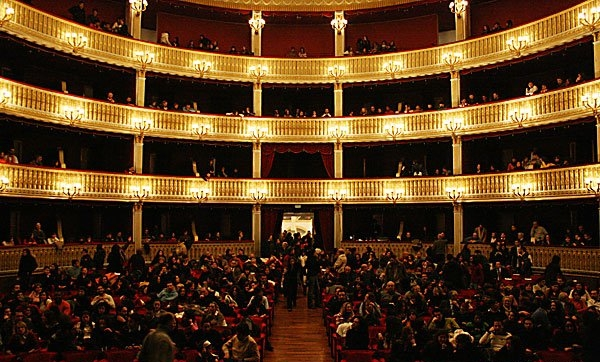
Interno del teatro visto dal palco

Di stile neoclassico ottocentesco, con tre ordini di palchi, spiccavano belle decorazioni pittoriche e in stucco. In particolare spiccava la decorazione del soffitto, il cui fulcro della composizione era il dipinto del pittore cosentino Enrico Salfi raffigurante cinque grandi allegorie (che alludevano alle Arti teatrali): il trionfo di Venere (su un carro trainato da colombe) circondato dalle Muse della danza, della poesia lirica, della commedia e della tragedia. Le decorazioni originali del soffitto andarono distrutte in seguito ad un bombardamento del 1943 che colpì in pieno il teatro. Tra le parti originali ancora presenti ricordiamo Il sipario storico, che illustra il festoso arrivo a Cosenza, nel 1433, del Duca di Calabria e Re titolare di Napoli Luigi III d'Angiò e della sua giovane sposa Margherita di Savoia  dipinto dal napoletano Paolo Vetri nel 1901.

### Esterno
La facciata esterna del Teatro ripercorre il tema architettonico del periodo della rivisitazione classica, tipico dell'eclettismo umbertino che si manifestò a Cosenza nelle architetture dal 1904 al 1934 circa. È caratterizzata dal porticato con grandi pilastri che dominano Piazza XV Marzo, decorato a bugne lisce discontinue separate con alcune cornici dal piano superiore. Il piano soprastante invece è segnato da un sistema binato di lesene che delimitano l'archivolto dei balconi. L'apparato è sormontato da un cornice che si estende per tutto il perimetro, sul quale spicca una balaustra traforata sulla quale al centro si trova lo stemma civico.

### Interno
La sala ha forma a ferro di cavallo con tre ordini di palchi e una galleria e dispone di 800 posti: 336 in platea e 479 distribuiti in tre ordini di palchi più galleria. Il palcoscenico (con una profondità di 14 metri, boccascena di 14 metri e graticcia alta 19 metri) è capace di ospitare allestimenti, anche impegnativi, di spettacoli lirici e di prosa. La configurazione dei volumi consente di ospitare concerti sinfonici, spettacoli di danza, convegni importanti. Dispone inoltre di un laboratorio di falegnameria, di sartoria, di sala trucco, di infermeria. La Sala “Maurizio Quintieri” all'interno del teatro ha una dimensione di metri 16 per metri 16,5, può essere allestita con 150 posti a sedere; è dotata di una pedana di metri 5 x 3,90 illuminata da quattro riflettori e dotata di due pianoforti..